# رومان چخمانک
رومان چخمانک (انگلیسی: Roman Čechmánek؛ زادهٔ ۲ مارس ۱۹۷۱) بازیکن هاکی روی یخ اهل جمهوری چک بود.
از باشگاه‌هایی که در آن بازی کرده‌است می‌توان به فیلادلفیا فلایرز اشاره کرد.